# Далекий захід сонця
«Далекий захід сонця» (англ. A Far Sunset) — науково-фантастичний роман Едмунда Купера, що вийшов у липні 1967 року у видавництві Hodder & Stoughton.

## Сюжет
Зореліт «Глорія Мунді», побудований та укомплектований Сполученими Штатами Європи, приземляється на планеті Альтаїр-5 у 2032 році. Коли частина екіпажу вирушає досліджувати місцевість навколо своєї точки приземлення, їхній радіозв'язок незабаром обривається, і вони не повертаються. Троє з екіпажу, посланого рятувати своїх товаришів, зникають протягом декількох годин. За винятком трьох членів екіпажу, які залишились, усі вони потрапили в полон після того, як зрештою покинули корабель у пошуках зниклого, вижив лише психіатр Пол Марлоу, головний герой книги. Планета населена первісними гуманоїдами.
Провідною темою роману є зіткнення між раціональним світоглядом Марлоу та забобонною і часто жорстокою культурою корінних народів. Його ім'я племенем Баяні, серед якого він живе, вимовляється Пул Мер Ло; він завойовує провідне місце в первісному суспільстві.
Зрештою, Марлоу вирушає у подорож, результатом якої є демістифікація релігії тубільців, виявлення її фактичного походження — тим самим з'ясовується, що люди з Альтаїра-5 мають спільне походження з людьми Землі та інших світів у Чумацькому Шляху.
Після повернення з подорожі, він піднімається на найпотужнішу позицію в суспільстві. Марлоу використовує цю силу для виховання інопланетної раси; він знайомить їх із писемністю, з ключовими винаходами Землі, такими як колесо, кульковий підшипник та вісь, а також з найкращими промисловими та сільськогосподарськими методами.
І хоч протягом усього свого перебування в цьому світі Марлоу прагнув повернутися додому, він досягає того моменту, коли пристосовується до простоти та наївності способу життя Баяні, й починає сприймати складності Землі як абсурдні. Коли після менш ніж трьох Альтаїрських п'яти років з ним зв'язався зоряний корабель, й виглядає неминучим порятунок, він вирішує залишитися, незважаючи на специфічну долю, яка його чекає.